# Bombardeo de San Juan
El bombardeo de San Juan o ataque a San Juan fue un enfrentamiento entre las defensas de San Juan de Puerto Rico y una escuadra estadounidense ocurrido en 1898, en el marco de la guerra hispano-estadounidense en Puerto Rico.

## Estado de las defensas de la ciudad
La ciudad estaba defendida por una serie de fortificaciones de los siglos XVI, XVII y XVIII, medianamente reformadas en la década de 1880 y reartilladas en 1896. Eran: el Castillo de San Cristóbal, el Castillo de San Felipe del Morro y los bastiones de, San Sebastián, Santo Tomás, Ánimas, Santa Teresa, Santa Rosa, San António, San Fernando, Santa Elena, San Agustín. Se disponía de un total de 54 piezas de artillería (de las que sólo se usaron 44 en el ataque) distribuidas en 19 baterías. Además se contaba con 20 cañones de campaña.
La guarnición, contando al Ejército, a los Regimientos de Voluntarios y otros cuerpos de reserva (como la Guardia Civil), ascendía a unos 18 000 hombres.

## El ataque
El 12 de mayo de 1898 se presentó ante San Juan (Puerto Rico) una escuadra estadounidense formada por dos acorazados, el Iowa (12 647 toneladas) y el Indiana (10 288 T), el crucero acorazado New York (8200 T), los monitores Terror (3990 T) y Amphitrite, los cruceros Detroit y Montgomery, y el remolcador Wonpatuk (que no llegó a participar), con una fuerza total de 164 cañones. La flota, comandada por el almirante William Thomas Sampson, tenía por objetivo interceptar la escuadra que Pascual Cervera traía desde la Península.
El Iowa efectuó el primer disparo y el Castillo San Cristóbal fue el primero en responder.
Tras 2 horas y 19 minutos de intensos disparos, la flota estadounidense se retiró.
Los barcos estadounidenses dispararon un total de 1360 proyectiles, de los cuales el 80% no estallaron por estar defectuosos o por estar mal preparados; el 20% se quedaron cortos y cayeron en el mar, el 60% fueron largos y cayeron lejos de las baterías, y sólo el 20% dieron en las baterías o cerca de ellas. Por ello, aunque el objetivo principal era el Castillo del Morro, muchos disparos cayeron dentro de la ciudad, otros en la bahía, dañando a los barcos atracados (como el Alfonso XIII o el buque de guerra francés Admiral Rigaud, en visita de cortesía).
Las fortificaciones españolas realizaron 441 disparos, alcanzando al Iowa y al New York.